# John L. McLaurin

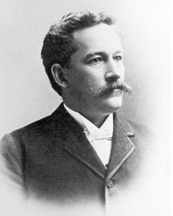
John L. McLaurin

John Lowndes McLaurin (* 9. Mai 1860 in Red Bluff, Marlboro County, South Carolina; † 29. Juli 1934 bei Bennettsville, South Carolina) war ein US-amerikanischer Politiker (Demokratische Partei), der den Bundesstaat South Carolina in beiden Kammern des Kongresses vertrat.
Nach dem Schulbesuch in Bennettsville und Englewood (New Jersey) setzte John McLaurin seine Ausbildung zunächst auf einer Militärakademie in der Nähe von Warrenton (Virginia) und später auf dem Swarthmore College in Pennsylvania fort. Nach seinem Abschluss am Carolina Military Institute studierte er an der University of Virginia in Charlottesville die Rechtswissenschaften, wurde 1883 in die Anwaltskammer aufgenommen und begann in Bennettsville zu praktizieren.
Politisch betätigte sich McLaurin erstmals 1890, als er Abgeordneter im Repräsentantenhaus von South Carolina wurde; im Jahr darauf übernahm er den Posten des Attorney General von South Carolina und behielt diesen bis 1897. Nach dem Tod des Kongressabgeordneten Eli T. Stackhouse gewann McLaurin die Nachwahl um dessen Mandat im US-Repräsentantenhaus, in das er am 5. Dezember 1892 einzog. Er entschied auch die folgenden drei Wahlen für sich und verblieb dort bis zu seinem Rücktritt am 31. Mai 1897. Am Tag darauf wechselte er innerhalb des Kongresses in den Senat; dort war er zum Nachfolger des verstorbenen Joseph H. Earle ernannt worden. Die Nachwahl gewann er ebenfalls, sodass er den Senatssitz bis zum 3. März 1903 behielt; zu einer weiteren Wahl trat er nicht mehr an. Wegen eines Streits mit Benjamin Tillman, dem anderen Senator aus South Carolina, wurde McLaurin am 22. Februar 1902 offiziell gerügt.
Nach seiner Zeit im Kongress zog McLaurin nach New York City, wo er wieder als Anwalt arbeitete. Später kehrte er nach Bennettsville zurück und betätigte sich dort in der Landwirtschaft; er wurde auch noch einmal politisch aktiv und saß von 1914 bis 1915 im Senat von South Carolina. Von 1915 bis zu seinem Rücktritt 1917 übte er das Amt des Beauftragten für die staatlichen Warendepots aus; danach setzte er sich in der Nähe von Bennettsville zur Ruhe.